# José María Pérez de Urdininea
José María Pérez de Urdininea (* 31. Oktober 1784 in La Paz; † 4. November 1865 ebenda) war ein bolivianischer Politiker. De Urdininea war der dritte Präsident Boliviens und der erste auf diesem Posten, der in Bolivien selbst geboren worden war.
De Urdininea war im Jahre 1828 vom 18. April bis zum 2. August Präsident von Bolivien. Zudem hatte er von 1841 von 1847 eine Reihe von wichtigen Positionen in der Regierung des Landes inne, darunter den Posten des Kriegsministers.
| Vorgänger             | Amt                                                  | Nachfolger                    |
| --------------------- | ---------------------------------------------------- | ----------------------------- |
| Antonio José de Sucre | Präsident von Bolivien 18. April 1828–2. August 1828 | José Miguel de Velasco Franco |

| Personendaten    | Personendaten                  |
| ---------------- | ------------------------------ |
| NAME             | Urdininea, José María Pérez de |
| KURZBESCHREIBUNG | bolivianischer Politiker       |
| GEBURTSDATUM     | 31. Oktober 1784               |
| GEBURTSORT       | La Paz                         |
| STERBEDATUM      | 4. November 1865               |
| STERBEORT        | La Paz                         |